# Stäpplök
Stäpplök (Allium cristophii) är en växtart i löksläktet och familjen amaryllisväxter. Den beskrevs av Ernst Rudolf von Trautvetter.

## Beskrivning
Arten blir 45–90 centimeter hög och har blad med hårig undersida. Den har stadiga stjälkar och blommar i juni månad. De stjärnlika blommorna formeras i ljust lila, bollformade blomställningar som är 15–25 centimeter i diameter.

## Utbredning
Stäpplöken förekommer i vilt tillstånd från provinsen Kayseri i centrala Turkiet till bergskedjan Kopet-Dag mellan nordöstra Iran och Turkmenistan. Den anges även som förvildad i delar av Centraleuropa och i Storbritannien. Arten är ej viltförekommande i Sverige men förekommer i trädgårdsodling.